# Петрушевский, Александр Васильевич
Александр Васильевич Петрушевский (бел. Аляксандр Васільевіч Петрушэўскi; 1898—1976) — советский военачальник, генерал-полковник (1954), Герой Советского Союза (1944).

## Биография
Родился 27 сентября (9 октября) 1898 года на станции Лунинец (ныне город Брестской области Республики Беларусь) в семье железнодорожника. Белорус. Окончил гимназию.
В армии с 1915 года, в 1916 году окончил Николаевское пехотное училище (школу прапорщиков), участвовал в Первой мировой войне, окончил её в чине подпоручика.
С 1918 года — в Красной Армии, участвовал в Гражданской войне, командовал стрелковой ротой, батальоном и полком на Южном фронте, был ранен в бою.
После Гражданской войны командовал батальоном, с 1922 года — начальник оперативной части штаба ЧОН (частей особого назначения по борьбе с бандитизмом) Брянской губернии. В 1923 году окончил Высшую тактико-стрелковую школу комсостава имени III Интернационала (впоследствии переименованную в курсы «Выстрел»), в 1928 году — Военную академию РККА имени М. В. Фрунзе.
С июля 1928 года — начальник оперативной части штаба 34-й стрелковой дивизии, с ноября 1930 — начальник первой части штаба 19-го стрелкового корпуса. С декабря 1931 года — командир-руководитель Стрелково-тактических КУКС РККА «Выстрел», с мая 1932 — командир-руководитель тактических курсов усовершенствования комсостава мотомеханизированных войск РККА. Член ВКП(б) с 1932 года. С апреля 1934 года — преподаватель тактики механизированных войск, а с июля 1934 года — старший руководитель кафедры механизированных войск в Военной академии РККА имени М. В. Фрунзе. С августа 1935 года — начальник штаба 20-й стрелковой дивизии.
В 1938 году окончил Академию Генерального штаба РККА, где учился на ставшем позднее знаменитым «маршальском курсе» (на нём учились 4 будущих Маршалов Советского Союза, 6 генералов армии, 8 генерал-полковников, 1 адмирал). В январе этого года назначен заместителем начальника штаба Белорусского военного округа. С сентября 1940 года — заместитель начальника штаба Западного Особого военного округа по организационно-мобилизационным вопросам.

### В годыВеликой Отечественной войны
5 мая 1941 года в чине комбрига назначен начальником штаба 13-й армии, которая начала формироваться в городе Могилёве (Западный Особый военный округ). С началом Великой Отечественной войны штаб 13-й армия передислоцирован в Молодечно. В качестве начальника штаба 13-й армии А. В. Петрушевский участвовал в Белостокско-Минском сражении. 25 июня 1941 года штаб 13-й армии подвергся атаке танков 3-й танковой группы вермахта, только 27 июня сумел выйти к Минску, где возглавил его оборону, но уже 28 июня советские войска вынуждены были оставить Минск, при этом штаб армии вновь оказался под ударом и отошёл ещё дальше на восток.
8 июля 1941 года штаб 13-й армии возглавил советские войска в районе Могилёва (в этот день в результате авианалёта был смертельно ранен командарм генерал-лейтенант П. М. Филатов). В начавшемся 10 июля новом наступлении вермахта (Смоленское сражение) штаб 13-й армии 12 июля вновь оказался под ударом (при этом был ранен командарм генерал-лейтенант Ф. Н. Ремезов), а большая часть войск армии была окружена в районе Могилёва и на Крическом направлении. Штаб 13-й армии оказался вне окружения, но почти без войск, в его оперативное подчинение переданы войска 4-й армии.
После формирования Центрального фронта 24 июля 1941 года 13-я армия вошла в его состав, после расформирования Центрального фронта — в составе Брянского фронта.
В ходе наступления немецких войск на Москву в октябре 1941 года 13-я армия оказалась в окружении под Брянском, но во главе с командармом генерал-майором А. М. Городнянским и начштаба комбригом А. В. Петрушевским вышла в район станции Касторная Курской области. Зимой 1941 года 13-я армия участвовала в обороне и освобождении города Елец Липецкой области в ходе Елецкой наступательной операции.
Летом 1942 года 13-я армия, начштаба которой оставался Петрушевский, участвовала в Воронежско-Ворошиловградской оборонительной операции, в начале 1943 года — в Воронежско-Касторненской наступательной операции, летом 1943 года — в сражении на Курской дуге (в составе Центрального фронта). Осенью 1943 года 13-я армия продвинулась до Днепра.
С декабря 1943 года А. В. Петрушевский командовал 104-м стрелковым корпусом 40-й армии 2-го Украинского фронта, с которым участвовал в Корсунь-Шевченковской и Уманско-Ботошанской операциях, форсировал Днестр. Весной 1944 года он в числе первых соединений вышел на Государственную границу СССР — реку Прут, и захватил плацдарм на её правом берегу севернее города Яссы.
20 августа 1944 года войска 2-го Украинского фронта перешли в наступление. 104-й стрелковый корпус, переданный в состав 27-й армии, прорвал оборону врага севернее Ясс и стал продвигаться вперёд. Овладев Яссами, корпус двигался к Фокшанам и Рымнику, захватил румынские города Питешты и Рымнику-Сэрат. Затем, преодолев Трансильванские Альпы, корпус Петрушевского вплотную подошёл к сильно укреплённому румынскому городу Турда. При подготовке к штурму города взрывом снаряда Петрушевский был контужен, но не покинул своего поста. Только после взятия Турды он несколько дней пробыл в медсанбате.
После взятия Турды корпус Петрушевского освобождал города Клуж и Орадя и, пройдя за 50 дней более 600 километров через всю Румынию, спустился с гор на Средне-Дунайскую низменность и оказался на территории Венгрии.
Указом Президиума Верховного Совета СССР от 13 сентября 1944 года за образцовое выполнение боевых заданий командования на фронте борьбы с немецкими захватчиками и проявленные при этом отвагу и геройство генерал-лейтенанту Петрушевскому Александру Васильевичу присвоено звание Героя Советского Союза с вручением ордена Ленина и медали «Золотая Звезда» (№ 2568).
В 1945 году участвовал в боях на территории Венгрии и в отражении попытки немецкого контрнаступления в районе озера Балатон. В марте 1945 назначен командующим 46-й армии 2-го Украинского фронта, участвовал в Венской наступательной операции. Совместно с 6-й танковой армией войска 46-й армии 13 апреля 1945 года очистили Вену от противника, а через несколько дней 46-я армия выдвинулась на границу с Чехословакией и в мае 1945 года приняла участие в Пражской наступательной операции.

### После войны
После войны генерал-лейтенант А. В. Петрушевский продолжал командовать 46-й армией. С июня 1946 по февраль 1947 года — начальник штаба Закавказского военного округа. В 1947 году назначен старшим преподавателем в Высшей военной академии имени К. Е. Ворошилова, но уже в том же году назначен Главным военным советником при Болгарской народной армии. С 1950 — заместитель командующего — начальник штаба Западно-Сибирского военного округа.
С августа 1953 года — Главный военный советник при Народно-освободительной армии Китая и одновременно военный атташе СССР в Китайской Народной Республике, 21 августа 1954 года получил воинское звание генерал-полковник. В 1957—1959 годах был начальником Военной академии Советской Армии.
С 1960 года — в отставке. Жил в Москве, работал в Советском комитете ветеранов войны.
Умер 21 октября 1976 года. Похоронен на Новодевичьем кладбище в Москве.

## Награды
- Медаль «Золотая Звезда» Героя Советского Союза (13.09.1944);
- три ордена Ленина (17.05.1944; 13.09.1944; 21.02.1945);
- пять орденов Красного Знамени (27.12.1941; 27.08.1943; 03.11.1944; 20.06.1949; 28.10.1967);
- два ордена Суворова II степени (21.04.1943; 15.01.1944):
  - Указом Президиума Верховного Совета СССР «О награждении орденами Суворова, Кутузова и Богдана Хмельницкого генералов и офицерского состава Красной Армии» от 15 января 1944 года[2]
- орден Кутузова I степени (28.04.1945);
- орден Красной Звезды (22.02.1941);
- медали;
- орден Белого льва II степени (30.04.1970, ЧССР)[3];
- иностранные ордена и медали[4].

## Воинские звания
- полковник (13.12.1935)
- комбриг (17.05.1939)
- генерал-майор (27.12.1941)
- генерал-лейтенант (25.09.1943)
- генерал-полковник (21.08.1954)

## Память
- В 1978 году был издан художественный маркированный конверт, посвящённый Петрушевскому[5].
- Именем А. В. Петрушевского названа улица в городе Лунинец Брестской области[6].
- В декабре 2023 года в городе Лунинец Брестской области средней школе №3 было присвоено имя А. В. Петрушевского. В этой школе висит информационный стенд, посвящённый Петрушевскому. На здании школы установлена мемориальная доска Петрушевскому[7].